# Blanus strauchi
Blanus strauchi е вид влечуго от семейство Blanidae. Видът не е застрашен от изчезване.

## Разпространение
Разпространен е в Гърция, Ирак, Ливан, Сирия и Турция.